# Академічна година
Академі́чна годи́на — це мінімальна облікова одиниця навчального часу. Тривалість академічної години становить 40—45 хвилин. 
Дві академічні години утворюють пару академічних годин 80—90 хвилин.
Станом на листопад 2014 року нормотворець в сучасній освіті, скасував наказ Міносвіти, який надавав чітке тлумачення поняттю «академічна година». На сьогоднішній день законодавець, посилаючись на ст. 32 ЗУ «Про вищу освіту», надає навчальним закладам можливість самостійно провадити свою діяльність на принципах автономії та самоврядування, самостійно визначати форми навчання та форми організації освітнього процесу. З огляду на норми законодавства, навчальні заклади можуть встановлювати самостійно тривалість «академічних годин» з урахуванням обраної та затвердженої навчальної програми.
На сьогодні[уточнити] багато вищих навчальних закладів і надалі використовують традиційну «академічну годину» тривалістю 40-45 хв., як основу для планування та обліку лекцій, лабораторних, практичних та семінарських занять.
Застосування терміна «академічна година» та виокремлення його від «звичайної» (астрономічної) годин наразі явним чином передбачене чинними нормами планування і обліку навчальної роботи.